# 산미겔주

산미겔 주의 위치

산미겔주(스페인어: San Miguel)는 엘살바도르 동부에 위치한 주로 주도는 산미겔이며 면적은 2,077km2, 인구는 478,792명(2013년 기준)이다. 20개 지방 자치체를 관할한다.